# Siria ai Giochi della XX Olimpiade
La Siria partecipò ai Giochi della XX Olimpiade che si sono svolti a Monaco di Baviera dal 26 agosto all'11 settembre 1972, con una delegazione di cinque atleti impegnati in tre discipline: atletica leggera, lotta e tiro. Per la prima volta fece parte della rappresentativa siriana un'atleta di sesso femminile, la diciottenne Malak El-Nasser che corse gli 800 metri. Portabandiera fu il tiratore Mounzer Khatib. Fu la terza partecipazione di questo paese ai Giochi estivi. Non fu conquistata nessuna medaglia.